# Minitorneio de Xadrez do Brasil de 1880
O Minitorneio de Xadrez do Brasil de 1880 foi o primeiro torneio de xadrez do Brasil, disputado em janeiro de 1880, na residência de Arthur Napoleão, na Rua Marquês de Abrantes, bairro de Botafogo, Rio de Janeiro. Participaram, além do anfitrião, o advogado João Caldas Viana Neto, o escritor Machado de Assis, o poeta Vitoriano José Palhares, o veterano enxadrista Carlos Pradez e Joaquim Navarro.
Um registro feito por Napoleão em uma seção na Revista Musical, em 17 de janeiro de 1880, diz: “Está-se efetuando atualmente um torneio de xadrez entre seis dos melhores amadores desta corte. Cada um tem a jogar quatro partidas com o outro e, no resultado final, será considerado vencedor o que maior número de partidas tiver ganho”.
Um outro registro sobre o torneio foi descrito na revista Xeque-Mate, em maio de 1925, onde Caldas Viana registrou: “Assim foi que, em janeiro de 1880, Arthur Napoleão pôde reunir em sua casa na Rua Marquês de Abrantes (Rio de Janeiro), um grupo de admiradores para um pequeno torneio, no qual tomou parte Machado de Assis, a mais pura glória das letras brasileiras”.
A competição foi vencida por Napoleão. Caldas Viana chegou em segundo; e Carlos Pradez, em terceiro.